# Genocide (álbum)
Genocide es un álbum recopilatorio de la banda británica de heavy metal Judas Priest, publicado en el 2000 por Gull Records. Es un disco doble que incluye por completo las canciones de los álbumes Rocka Rolla y Sad Wings of Destiny y la versión de 1975 de «Diamonds & Rust».
Es el tercer recopilatorio de la banda que fue publicado por su exsello discográfico, luego de The Best of Judas Priest de 1978 y de Hero, Hero de 1981, y al igual que ellos es un lanzamiento no autorizado por la banda.

## Lista de canciones

### Disco uno
| N.º | Título                                 | Escritor(es)                   | Duración |  |
| 1.  | «One for the Road»                     | Rob Halford, K.K. Downing      | 4:34     |  |
| 2.  | «Rocka Rolla»                          | Halford, Downing, Glenn Tipton | 3:05     |  |
| 3.  | «Winter»                               | Al Atkins, Downing, Ian Hill   | 1:42     |  |
| 4.  | «Deep Freeze»                          | Downing                        | 1:21     |  |
| 5.  | «Winter Retreat»                       | Halford, Downing               | 3:28     |  |
| 6.  | «Cheater»                              | Halford, Downing               | 2:59     |  |
| 7.  | «Never Satisfied»                      | Atkins, Downing                | 4:50     |  |
| 8.  | «Run of the Mill»                      | Halford, Downing, Tipton       | 8:34     |  |
| 9.  | «Dying to Meet You»                    | Halford, Downing               | 6:23     |  |
| 10. | «Caviar and Meths»                     | Atkins, Downing, Hill          | 2:02     |  |
| 11. | «Diamonds & Rust» (cover de Joan Báez) | Joan Báez                      | 3:12     |  |

### Discos dos
| N.º | Título                 | Escritor(es)                     | Duración |  |
| 1.  | «Victim of Changes»    | Atkins, Halford, Downing, Tipton | 7:47     |  |
| 2.  | «The Ripper»           | Tipton                           | 2:50     |  |
| 3.  | «Dreamer Deceiver»     | Halford, Downing, Tipton         | 5:51     |  |
| 4.  | «Deceiver»             | Halford, Downing, Tipton         | 2:40     |  |
| 5.  | «Prelude»              | Tipton                           | 2:02     |  |
| 6.  | «Tyrant»               | Halford, Tipton                  | 4:28     |  |
| 7.  | «Genocide»             | Halford, Downing, Tipton         | 5:51     |  |
| 8.  | «Epitah»               | Tipton                           | 3:08     |  |
| 9.  | «Island of Domination» | Halford, Downing, Tipton         | 4:32     |  |